# Association internationale pour le développement de l'apnée
Pour les articles homonymes, voir AIDA.
L'Association internationale pour le développement de l'apnée (AIDA) est une fédération mondiale d'apnée. Elle réglemente les tentatives de records de plongée en apnée, organise des compétitions et promeut l'enseignement de l'apnée.  
AIDA a été initialement fondée à Saint Louis en France le 2 novembre 1992 par les Français Roland Specker, Loïc Leferme, Claude Chapuis, Thierry Meunier.     
Le bureau est alors composé de Roland Specker comme président, Thierry Meunier secrétaire et Claude Chapuis responsable technique. 
AIDA International a été créé en 1999 et est basée à Lausanne en Suisse. 
- En 1999, le Suisse Sébastien Nagel, remplace Roland Specker comme président.
- En 2005, le Suédois Bill Strömberg remplace Sébastien Nagel comme président
- En 2009, le Finlandais Kimmo Lahtinen remplace Bill Strömberg comme président
- En 2016, l'Américaine Carla Sue Hanson remplace Kimmo Lahtinen comme présidente
- En 2020, le Roumain Alexandru Russu remplace Carla Sue Hanson comme président.

Un rapprochement avait été effectué avec la Commission Nationale Apnée de la FFESSM au sujet des niveaux d'apnée et de l'encadrement des compétitions.
Jusqu'en 2018, chaque pratiquant breveté dans l'une des 2 structures avait la possibilité d'obtenir le brevet correspondant à son niveau de l'autre structure par équivalence.  Aujourd'hui, AIDA France continue de reconnaître les niveaux de la FFESSM dans le cadre de passerelle pour une entrée en formation au niveau supérieur.
Depuis 2013, un rapprochement de AIDA International et AIDA France avec la commission nationale d'apnée de la FSGT permet des passerelles et des équivalences pour l'ensemble des  niveaux d'apnéistes, de formateurs et de juge. 
Les langues officielles sont le français et l'anglais.
Elle est affiliée à l'European Underwater Federation (EUF).

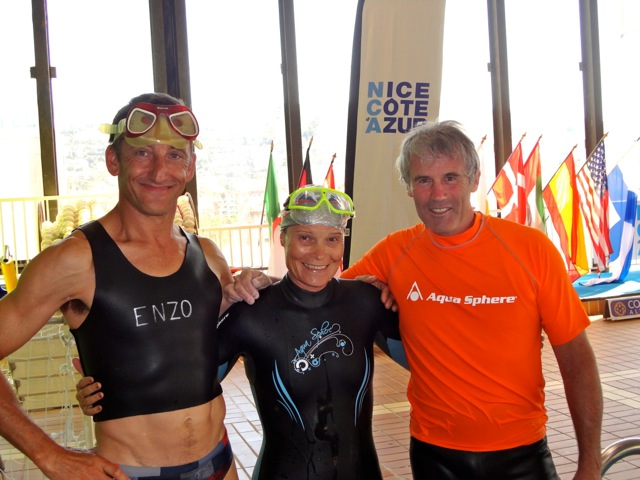
Roland Specker, Natalia Molchanova, Claude Chapuis au Championnat du monde de 2012 AIDA à Villefranche

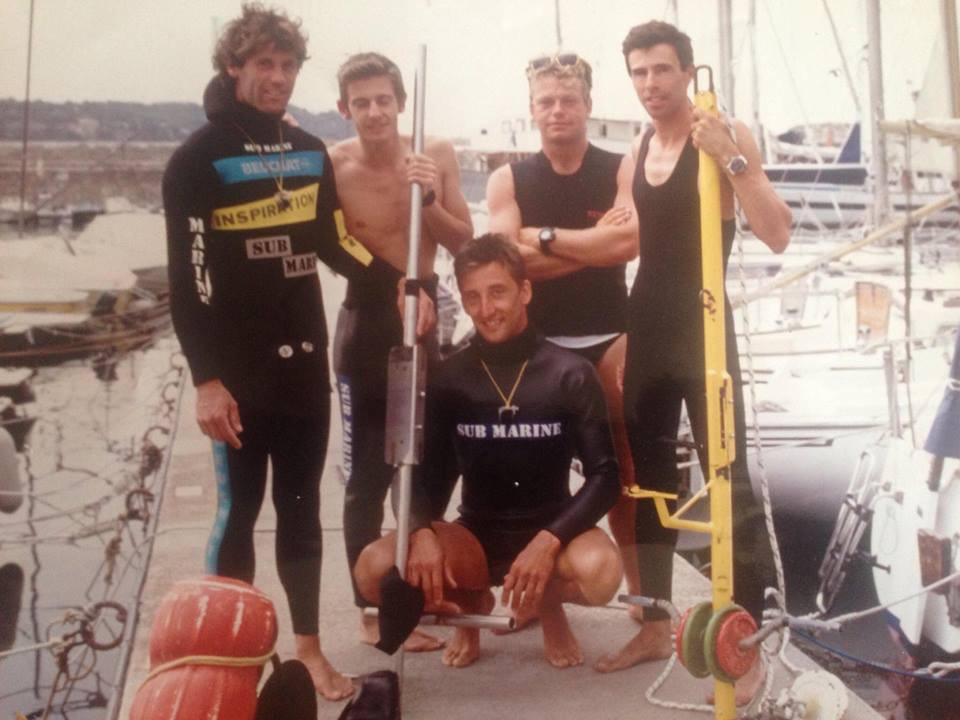
Stage apnée Villefranche/Mer 1992